# 田子倉ダム
田子倉ダム（たごくらダム）は、福島県南会津郡只見町大字田子倉、一級河川・阿賀野川水系只見川に建設されたダムである。
電源開発株式会社が管理する発電用ダムで、高さ145.0 mの重力式コンクリートダム。上流にある奥只見ダムと共に日本有数の規模のダムとして知られている。また、ダムに付設されている田子倉発電所は、認可出力400,000 kWを有し一般水力発電所としても奥只見発電所に次ぐ日本第2位の出力のある水力発電所である。ダム湖は田子倉湖と名付けられ、財団法人ダム水源地環境整備センター（現在は一般財団法人）による「ダム湖百選」に2005年（平成17年）只見町の推薦により選定された。越後三山只見国定公園に指定されている。
2023年（令和5年）9月に只見川ダム施設群として土木学会選奨土木遺産に認定された。

## 沿革
只見川全体における電源開発事業の変遷は只見特定地域総合開発計画を参照のこと
只見川は日本有数の豪雪地帯を流域に持ち、その流路のほとんどを峡谷で占める急流河川である。水力発電には格好の条件を揃えた河川である事から明治時代以降、幾度も電源開発計画が検討された。本格的な開発計画が持ち上がったのは、逓信省により1937年（昭和12年）から実施された「第三次発電水力調査」による。同時期電力国家管理の動きが強まり、1939年（昭和14年）に発足した日本発送電（日発）が只見川の電源開発に乗り出した。
日発東北支社は、水源である尾瀬沼から合流する阿賀野川に至るまで、只見川にダム式発電所を階段状に建設する計画を練り、太平洋戦争終戦直後の1947年（昭和22年）に「只見川筋水力開発計画概要」として発表した。これは尾瀬と銀山平地点及び田子倉地点に巨大ダムを建設して事業の中核とし、只見川・阿賀野川・伊南川・大津岐川に合計23箇所のダム式発電所を建設。合計出力2,400,000 kWという東北全域の包蔵水力の25 %を只見川で賄う壮大な計画であった。こうした経緯で田子倉ダムは奥只見ダムと共に只見川の中核発電施設として建設が計画された。
だが、只見川の開発を巡っては日発内でも意見がわかれた。東北支社は只見川を一貫して開発する案だったが関東支社は尾瀬沼の水利権保有を盾に、尾瀬原ダムを利用した揚水発電を行い、只見川の水を利根川に分水する計画（尾瀬分水案）を呈示し、これに反対する東北支社と対立した。さらに新潟県が信濃川に分水する計画（只見川分流案）を同時期発表したことで状況はさらに混迷した。その上、1950年（昭和25年）に日発が分割・民営化して九電力会社が誕生。日発東北支社は東北電力に、関東支社は東京電力に改組・発足し、別会社になったことで利害対立はさらに先鋭化。翌年には電源開発が発足して只見川の電源開発計画に参入したことで完全に状況は暗礁に乗り上げた。
折から国土総合開発法が1952年（昭和27年）に施行され、大規模総合開発による地域振興を目的として全国22地域が「特定地域総合開発計画」の対象地域に選定された。この中で只見川も「只見特定地域総合開発計画」に指定され、強力かつ統一的な電源開発が求められるようになり、早急な開発着手が要請された。政府は状況を打開するため「電源開発調整審議会」を設置。水利権を含め、大規模な只見川電源開発計画をどのようにして各社に分担させるかを調整させた。この結果1953年（昭和28年）7月、調整が続けられた只見川電源開発の骨子が固まった。
内容としては、基本的に東北電力の推す只見川筋水力開発計画概要に沿った事業計画となり、一部新潟への分水も盛り込まれた。また、ダム事業の分担については田子倉・奥只見の他に前沢ダム（後の大鳥ダム）と滝ダム、そして新潟分水案に沿った水力発電施設は電源開発が、本名ダムより下流の只見川と阿賀野川のダムは東北電力が事業分担することで決着した。なお、東京電力の尾瀬分水案は水利権者である福島・新潟両県の強硬な反対と環境問題によって計画には反映されず、長い迷走の末に1996年（平成8年）事業自体が中止となった。

## 田子倉ダム補償事件
田子倉ダムは1949年（昭和24年）6月より地質調査に入ったが、その前年の1948年（昭和23年）に、伊北小学校において只見川電源開発説明会が、当時の事業主体であった日本発送電によって実施された。ダムによって水没する田子倉集落は山間部の僻地ではあったが、マタギの里であり、林業等が盛んだったこともあり生活水準は他の山村に比べ遥かに高く、電話に加入していた世帯も数軒あった。このため、水没する田子倉集落50戸290人の住民はダム建設に対し激しい反対運動を繰り広げ、事業計画はたちまち膠着状態に陥った。交渉は一向に進展せぬまま5年が流れ、打開策を求めた住民は、1953年（昭和28年）6月27日、福島県知事大竹作摩に問題解決のための陳情を行った。これを受けて知事は補償に関する斡旋案を呈示、事業主体となっていた電源開発に斡旋案の受け入れを迫った。早期の事業進捗を願っていた電源開発はこの斡旋案を受け入れたが、この斡旋案に呈示された補償金額を巡って、大きな社会問題となった。これを田子倉ダム補償事件と呼ぶ。
問題となった補償金額は当時の一般的な相場に比べて明らかに高額なものであった。具体的な金額は不明だが、参考までに奥只見ダムの補償額を例示すると1軒当り300万円 - 700万円。これは当時の建売住宅1軒の分譲価格が100万円程度であったことを考えると極めて高額であり、田子倉ダムにおいても同様の条件であったと推察される。ところが、この斡旋案に対し電力行政を管掌する通商産業省（現・経済産業省）公益事業局と河川行政を管掌する建設省（現・国土交通省）河川局が猛烈に反対した。理由は余りにも高額な補償金額で妥結してしまうと、今後計画・施工される公共事業の事業進捗に著しい影響を及ぼすというものであった。当時は「河川総合開発事業」による多目的ダム建設が全国的に展開されていたこともあり、他のダム事業での補償交渉に差し支えることを極度に恐れたのが本音である。事実、新聞報道などでこの内容が発表されると、全国のダム建設予定地の住民は補償金の吊り上げに走り、交渉が長期化する例も出た。一方で補償に関する法整備の重要性が官民両方から叫ばれ、1961年（昭和36年）には「公共用地取得に関する特別措置法」が制定され、後の「水源地域対策特別措置法」への礎となって行く。
補償事件は、結局電源開発側が一旦受け入れた斡旋案を拒否し、改めて低水準での補償金額による妥結を住民側に呈示した。1954年（昭和29年）4月14日50戸の住民のうち32戸が補償内容に応じ、交渉を受け入れた。電源開発はこれ以降、東北電力出身で田子倉発電所建設所長となった北松友義を総責任者として「補償対策推進本部」を設置。土地収用法による強制収用も視野に入れながら残る住民との補償交渉に臨んだ。1955年（昭和30年）に入ると残る18戸の内13戸も補償基準に応じて交渉が妥結した。しかし残る5戸は最後まで応じず、測量の妨害などを行い抵抗したが、最終的に1956年（昭和31年）7月25日に補償基準に応じて妥結。こうして、足掛け8年に及ぶ補償交渉は完全に妥結した。だが、補償交渉の第一線に臨み「只見川の鬼」と罵倒され、命を危険に冒しながらも誠意を持って住民と向き合った北松は、激務が祟り、視力を悪化させ、ダム完成を見ることなく職を去ることとなった。
また、この後の電源開発は初代総裁高碕達之助らの意向もあって、補償問題でしばしば長期化した建設省施工のダム事業とは一線を画し、御母衣ダムにおける『幸福の覚書』に知られるような独自の補償方針を貫くこととなる。

## 田子倉ダムを題材とした作品
住民の多大な犠牲によってダムは完成したが、そこに至るまでの顛末は格好の小説の題材となった。曽野綾子は『無名碑』を、城山三郎は『黄金峡』を著して、補償交渉やダム建設に絡む人間模様を赤裸々に描き出している。ダム建設は地元に大きな困難をもたらした一方、国道252号や只見線の整備が促進されることとなり、冬季は豪雪により身動きできなかった状況を打破している。
2010年（平成22年）3月16日に、国立歴史民俗博物館の第6展示室において、田子倉集落が水没する前のジオラマが公開された。高度経済成長期に重化学工業重視へと産業構造が変化し、それに伴う電力需要に対応する電力供給が必要とされる一方、人口の都市への流出により農村の過疎化と都市の過密化が進み、農山漁村の自給自足的な生活が急速に失われ、農村が都市の犠牲になったことの象徴としての展示である。

## 日本屈指のダム

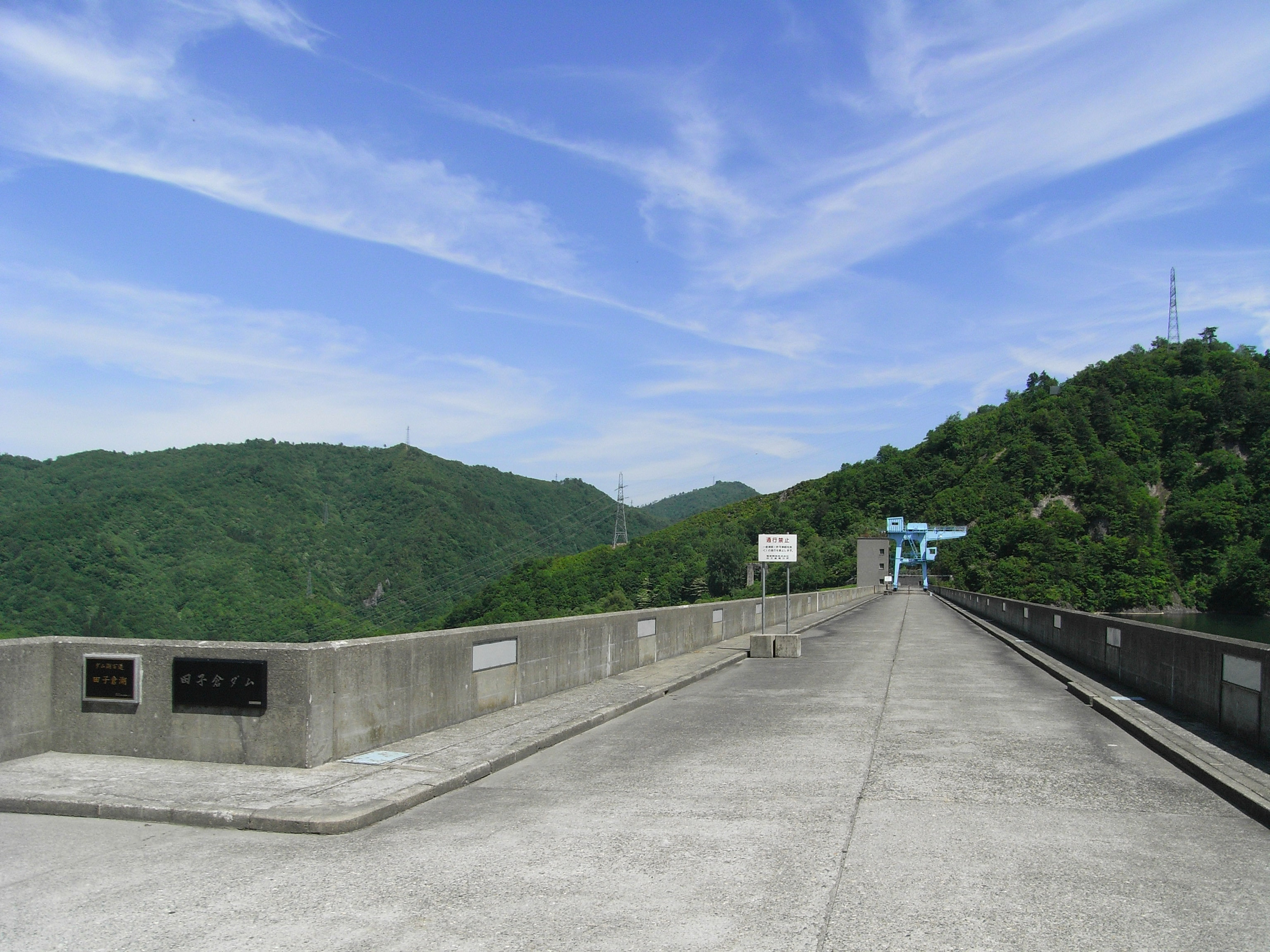
田子倉ダムの天端部
車がすれ違いできる程の広さだが
車両通行禁止（人間は中央部まで可）。
左端は「ダム湖百選」のプレート。

このような経緯を経て1953年田子倉ダムは奥只見ダム・黒又川第一ダム（黒又川）と共に建設事業が正式にスタートし、同年11月よりダム建設に着手した。ダム地点は険しい山岳地帯で有数の積雪地帯でもあったことから、第一に実施されたのは建設資材運搬のための鉄道敷設であった。会津川口駅よりダム建設地点まで35.0 km区間の専用鉄道を建設し、1956年（昭和31年）に開通させた。この後本格的なダムコンクリート打設が開始され、同時に発電所工事も進められた。この間1956年（昭和31年）7月には只見特定地域総合開発計画を通じ、この事業に関わった当時の総理大臣・吉田茂が工事現場を訪問し、見学している。1959年（昭和34年）3月にはダム本体が完成して湛水も開始され、翌1960年（昭和35年）10月、全てのダム・発電所建設事業が完成した。総工費は約348億円、建設に携わった人員は延べ約300万人であり、日本のダムの歴史において特筆される事業の一つであった。だが、困難な建設事業の中でに43名の殉職者を出す結果となり、毎年8月のお盆時に慰霊祭が執り行われている。
田子倉ダムは規模としては奥只見ダムと並んで全国屈指の規模を持つ。重力式コンクリートダムとしては堤高が全国第六位、堤体積は宮ヶ瀬ダム（中津川）に次いで全国第二位である。因みにダム建設に使用されたセメントの量は、セメント袋に換算して積み重ねた場合、富士山の約311倍の高さとなる膨大な量である。こうしたことからダムは奥只見ダム、御母衣ダム（庄川）と並ぶ電源開発の三大ダムとして、『OTM三大ダム』と呼称される。「O」は奥只見、「T」は田子倉、「M」は御母衣の頭文字である。

## 田子倉発電所

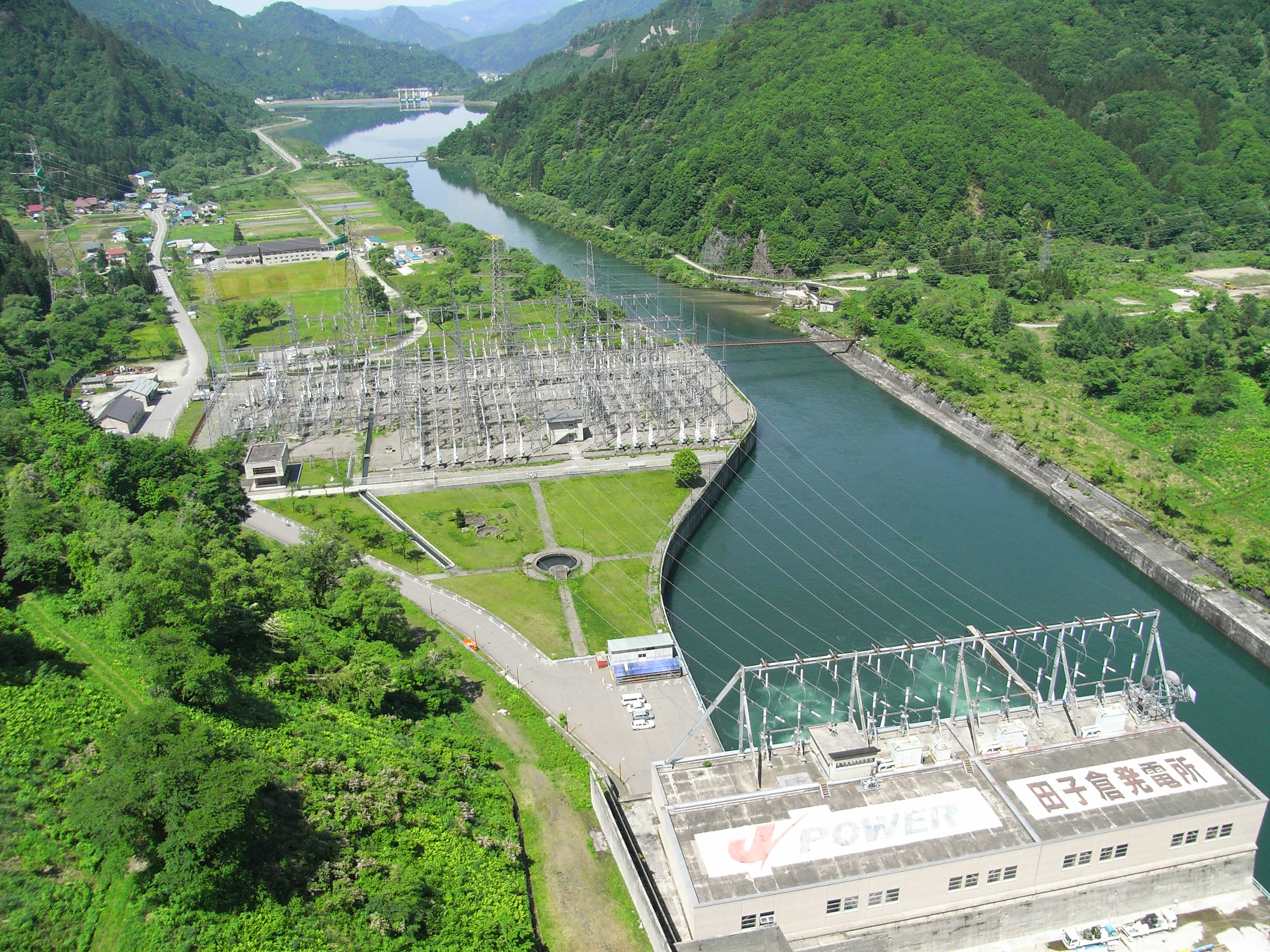
田子倉発電所
奥に見えるのは逆調整池である只見ダム（只見湖）。

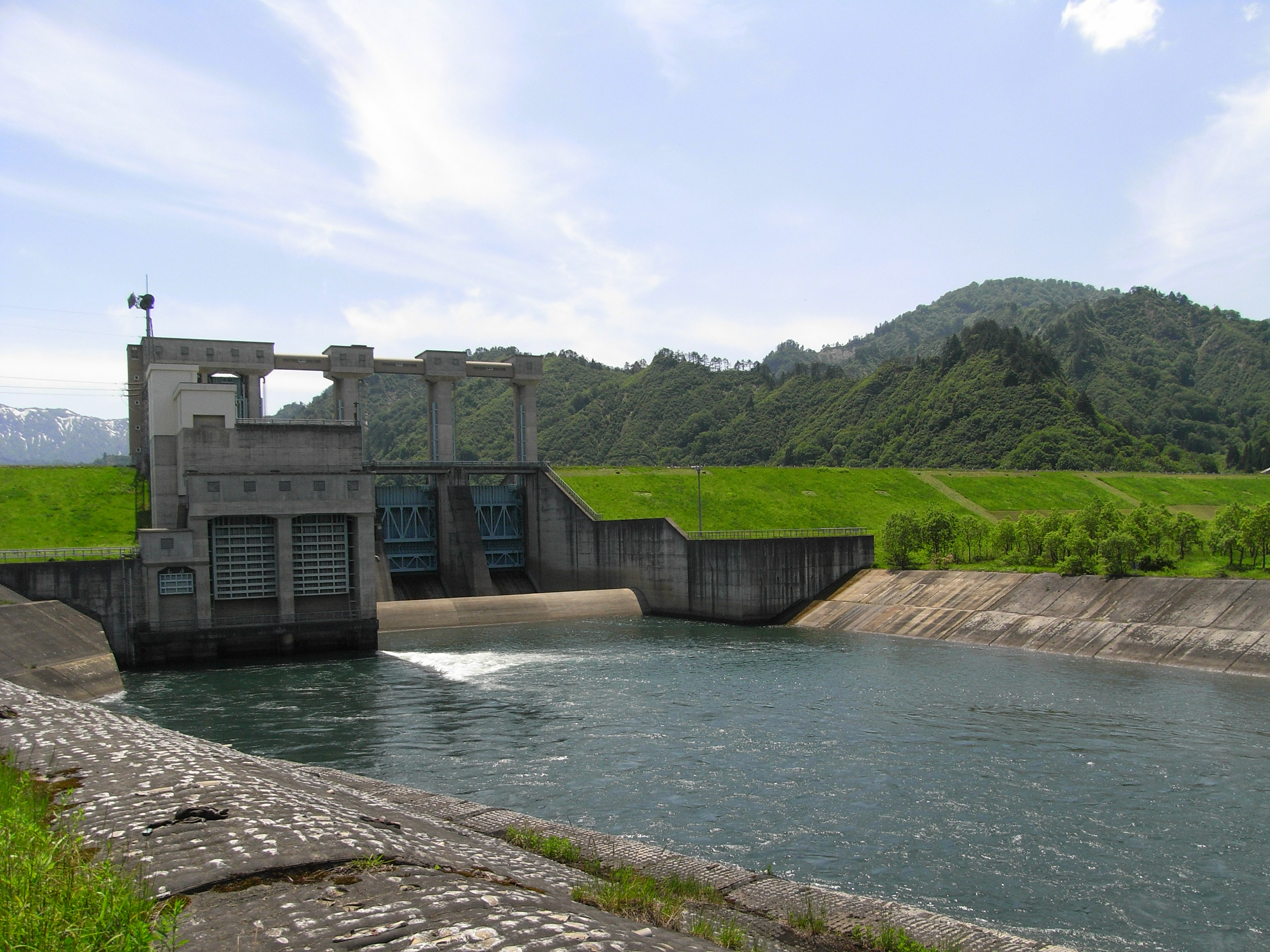
田子倉ダムの逆調整池・只見ダム
手前の建物は只見発電所

ダム直下に建設された田子倉発電所は当初認可出力380,000 kWを有し、完成当時から近年までは一般水力発電所としては日本一の規模を誇った。その後奥只見発電所の増設 (560,000 kW) に伴って二位となったものの、日本屈指の発電所であることに変わりはない。阿賀野川水系は発電所の認可出力において全国第1位の出力がある河川であり、年間の発電量も木曽川に次いで第二位である。田子倉発電所は奥只見発電所、下郷発電所、第二沼沢発電所と共に阿賀野川水系水力発電施設の根幹として、首都圏（送電線の只見幹線が東京都町田市にあるJパワー送変電西東京変電所まで繋がっている。）及び東北地方の電力需要に貢献している。現在は老朽化した発電機の取り替え工事を経て、2012年（平成24年）完了時点で認可出力は400,000 kWに達した。
ダムは極めて巨大であり、かつ田子倉発電所の出力も大きいことから、ダム・発電所からの放流により只見川下流の水位変動は大きくなる。過度の水位変動は下流の発電所や河川環境に影響を及ぼすことから、放流した河水を平均化して下流への影響を最小限に抑制する「逆調整」が必要となった。通常、巨大なダムが建設されると、こうした逆調整を行うためのダム、いわゆる「逆調整池」がすぐ下流に建設されるケースが多い。田子倉発電所の場合は下流にある滝ダムが逆調整のために建設されたダムであるが、中間に只見町中心部があるため確実な水位調整が必要となった。
上記の背景もあり、田子倉ダムの直下流に新しいダムを建設し、ダムから放流される水量を調節して下流への影響を抑え、併せて新規に水力発電所を建設して夏季の電力需要ピーク時への対応を図ろうとした。こうして1981年（昭和56年）に計画発表されたのが只見ダム（ただみダム）である。高さ30.0 mのロックフィルダムであり、ダム直下に付設した只見発電所により認可出力65,000 kWの電力を生み出す。8年の歳月を掛け1989年（平成元年）7月28日に運転を開始したが、只見町中心部に近い住宅地が水没することで補償交渉は難航。水源地域対策特別措置法の指定を一時受けることにもなった。
両ダムは非常に近い距離にあり、田子倉ダムと只見ダムの天端（「てんば」と読む。ダム頂上）から双方のダムを望むことができる（写真）。田子倉発電所は一般人の立ち入りが禁止されているが、只見ダムの左岸・国道252号沿いにでんぱつ只見展示館があり、水力発電の仕組みを学ぶことができるほか、同じく立入禁止の大鳥ダムの写真や、田子倉ダム建設中の写真も展示されている。また歳示記念館が併設されレストランや売店もある。

## 田子倉湖

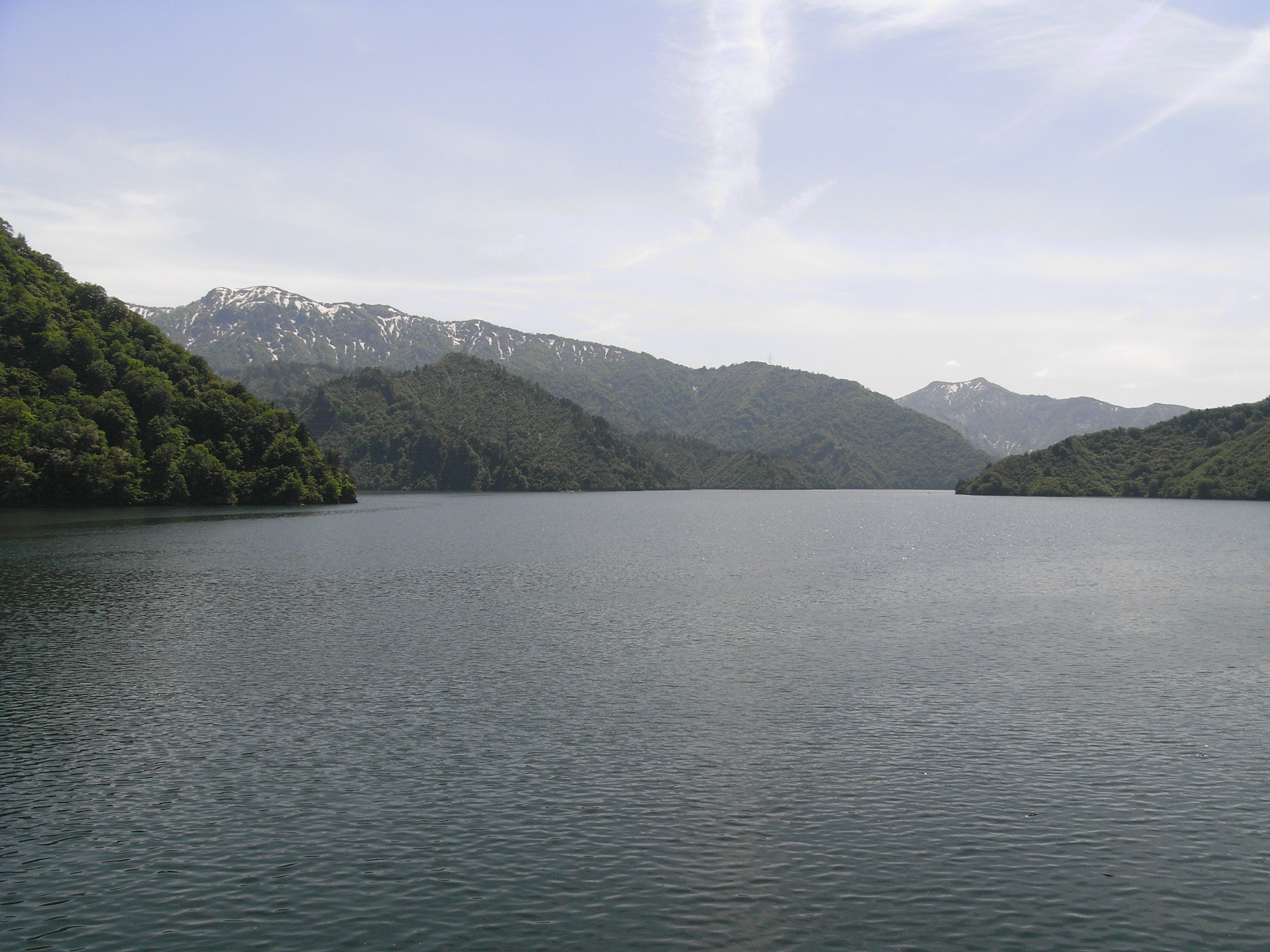
田子倉湖
奥に見えるのは会津朝日岳。

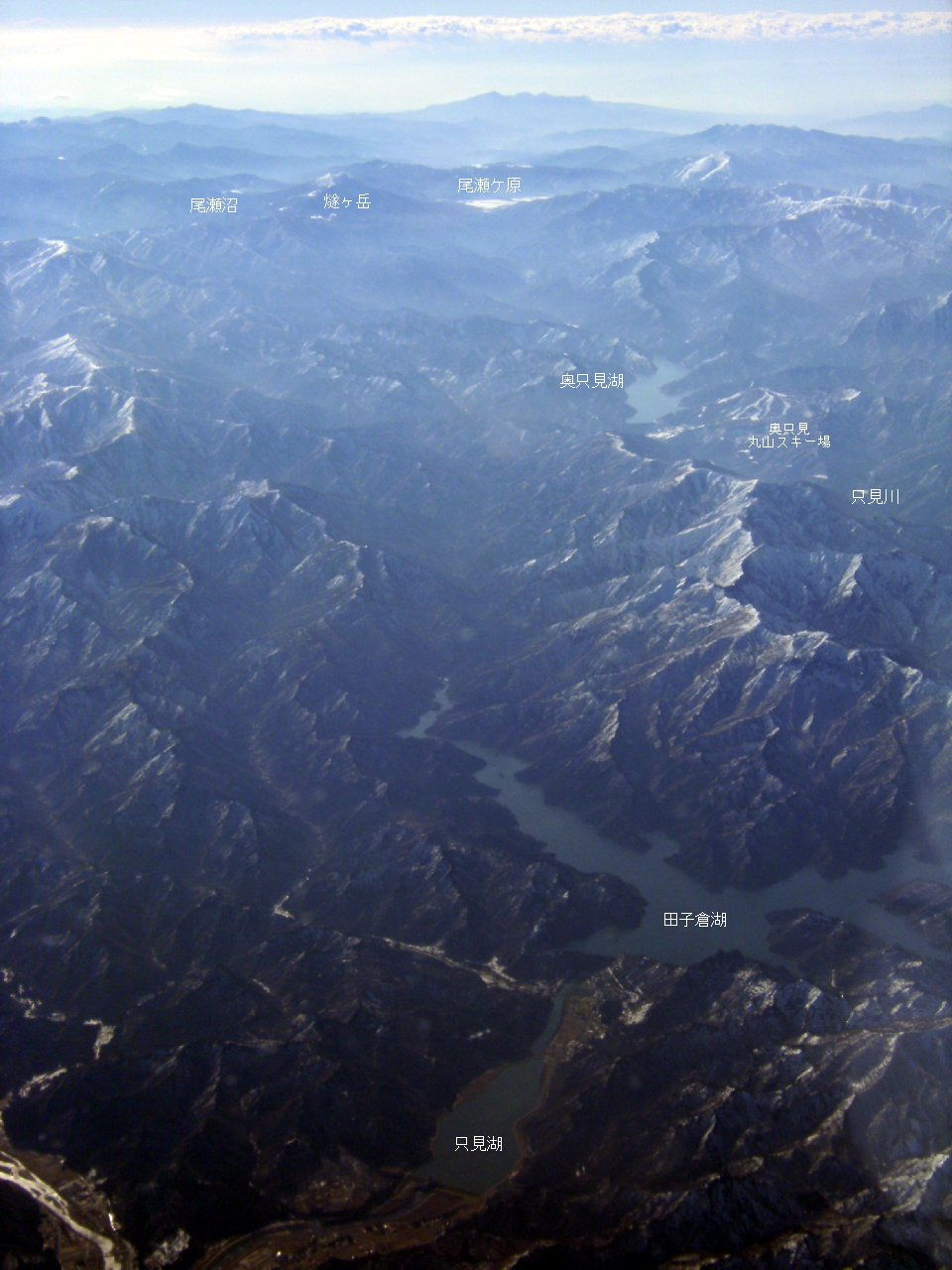
田子倉湖空撮

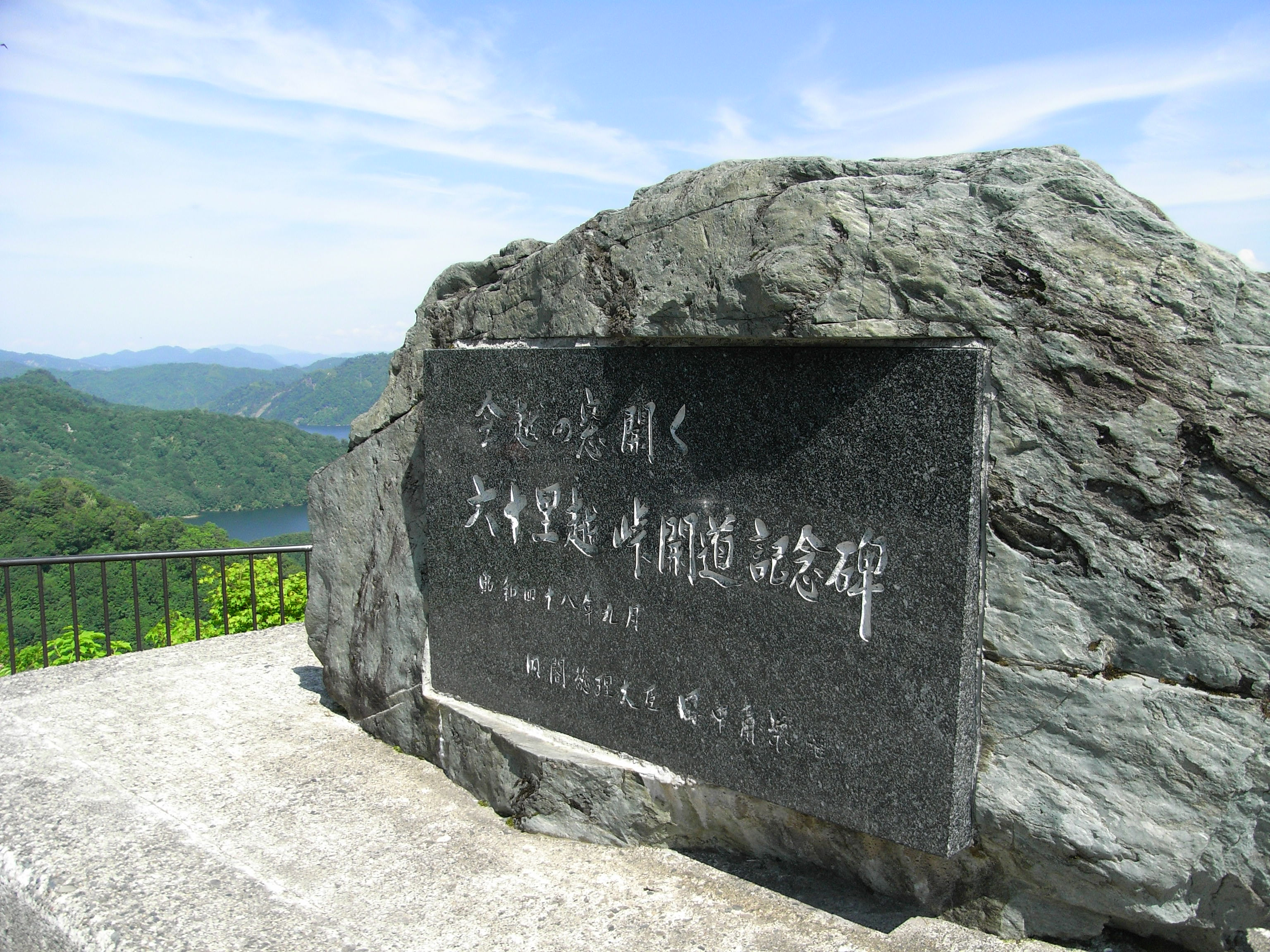
六十里越の開通記念碑
揮毫したのは当時の首相・田中角栄。奥に田子倉湖が見える。

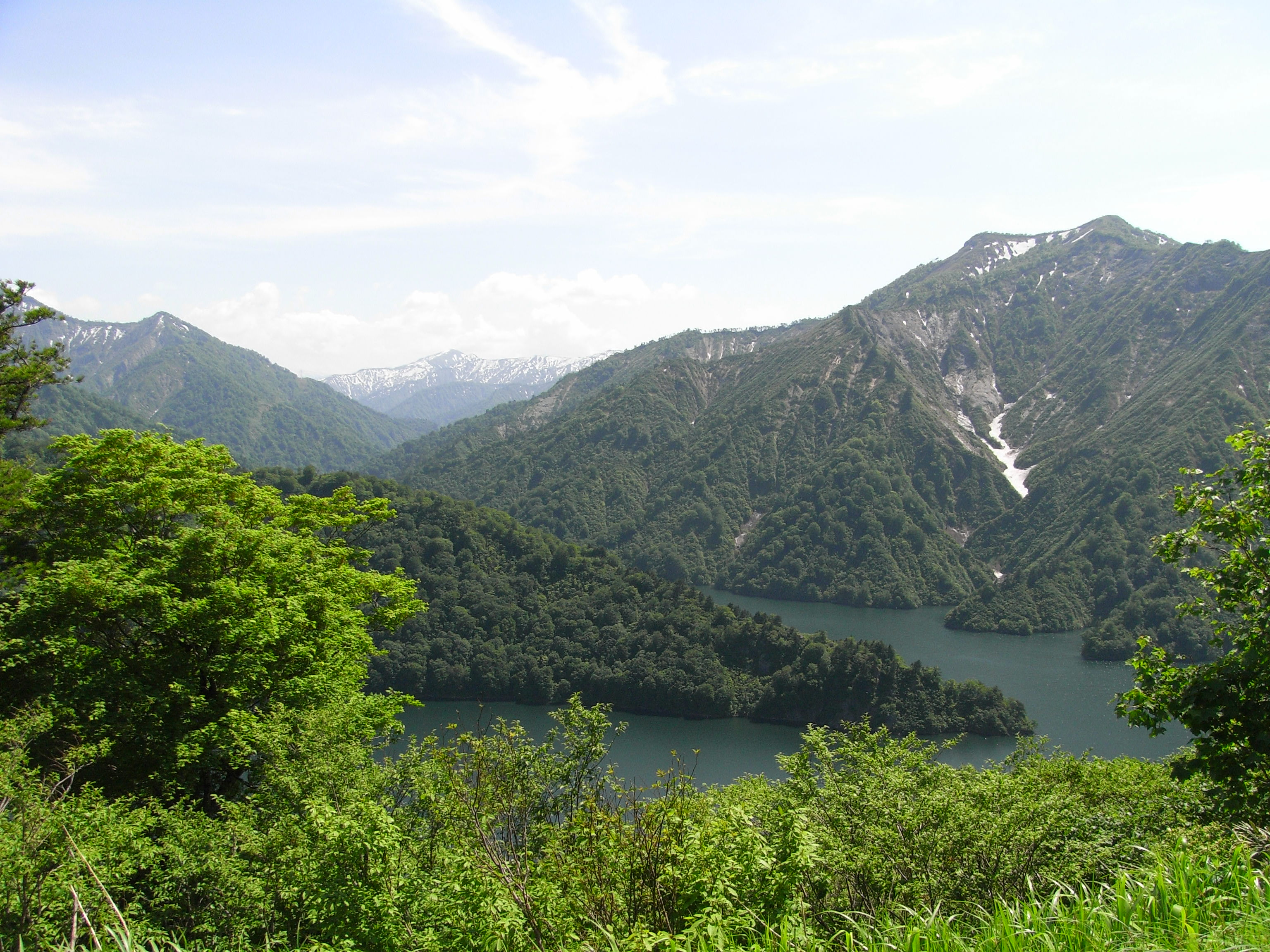
六十里越より田子倉湖上流を望む。この奥に奥只見・大鳥ダムがあるが、この先は人跡未踏の峡谷である。

ダムによって誕生した田子倉湖は、ダムと同じく日本有数の規模がある。総貯水容量は徳山ダム（揖斐川）、奥只見ダムに次ぎ日本第三位であり、貯水池の面積である湛水面積は日本第六位である。
ダム湖には遊覧船が運航し、初夏の新緑と秋の紅葉時期には観光客が訪れる。また、田子倉湖は奥只見湖・大鳥ダム湖と並ぶイワナの聖地であり、60 cmを超える大イワナも釣れることがある。この他フナ・ハヤ・ワカサギ・サクラマス等の魚も釣れ、多くの釣り人たちが湖に釣り糸を垂らす東日本有数の釣りスポットである。だが、漁業資源保護のため毎年10月1日 - 3月31日までは禁漁となり、解禁期間は入漁料が必要となる。さらに田子倉湖は発電のために水位の変動が大きいため、ボート乗船時は注意が必要である。
只見町は山菜料理やイワナ料理、ソバを楽しむことができる。またこの地は北越戦争の際に活躍した長岡藩家老・河井継之助が負傷した体で会津藩を目指したが、会津若松にたどり着くことなく無念の死を遂げた地でもある。継之助終焉の地である只見町塩沢には、彼の功績を称えた河井継之助記念館をはじめ所縁のスポットがあり、歴史ファンが訪れる。この他「会津のマッターホルン」と呼ばれる蒲生岳などの登山道の起点でもある。

### アクセス
ダム・湖へは国道252号を利用して向かうことになる。関越自動車道・魚沼インターチェンジまたは磐越自動車道・会津坂下インターチェンジ下車後、只見町方面へ進む。この国道252号は「六十里越」（峠）と通称され、越後と会津若松市を結ぶ重要な街道であったが長年にわたり通行困難であった。六十里越トンネルの整備などにより1973年（昭和48年）に全通、十数 km北にある「八十里越」（国道289号）が現在でも未開通（いわゆる点線国道）であることから、長岡市・魚沼市・南魚沼市と会津若松市を結ぶ重要路線となっている。しかし、冬季（おおむね11月中旬から5月中旬）は雪崩や落石の危険性が高まるため、魚沼市末沢から県境の六十里越トンネルを挟んで只見町大字石伏字上宮渕までの間は全面通行止めとなる。未開通部分であった国道289号の甲子峠越え（登山国道）が甲子道路に設けられた福島県最長の道路トンネルにより2008年（平成20年）9月に実現し、白河方面からのアクセスの利便性が格段に向上した。
また、田子倉ダムと奥只見ダム方面には、水路はあるものの、直接は徒歩でも行くことは出来ず、一旦小出へ抜けて奥只見シルバーラインで再度県境を越える以外、交通手段がない。奥只見ダム - 田子倉ダム間は人跡未踏の地である（中間部にある大鳥ダムは一般人通年立ち入り禁止）。
一方鉄道の場合は東日本旅客鉄道（JR東日本）只見線が当ダムの最寄路線となる。特に晩秋から晩春は前述の通り、国道252号線（六十里越）が約半年間の長期にわたって積雪のため通行止めになるため、只見線が新潟県（魚沼地方）と福島県（只見地方）を結ぶ唯一の交通手段となる。1971年（昭和46年）8月、同線の大白川駅 - 只見駅間の開通と伴い、同時に途中駅として開設された田子倉駅が最寄駅であったが、2013年（平成25年）3月16日ダイヤ改正で廃止（廃駅）となったため、只見駅が最寄駅となった。前述の国道252号線閉鎖中は、国道に隣接する展望台も同様に閉鎖されて近づくことができないため、冬季のダムは走行中の列車の車窓から眺めるのみとなる。